# Солемское аббатство

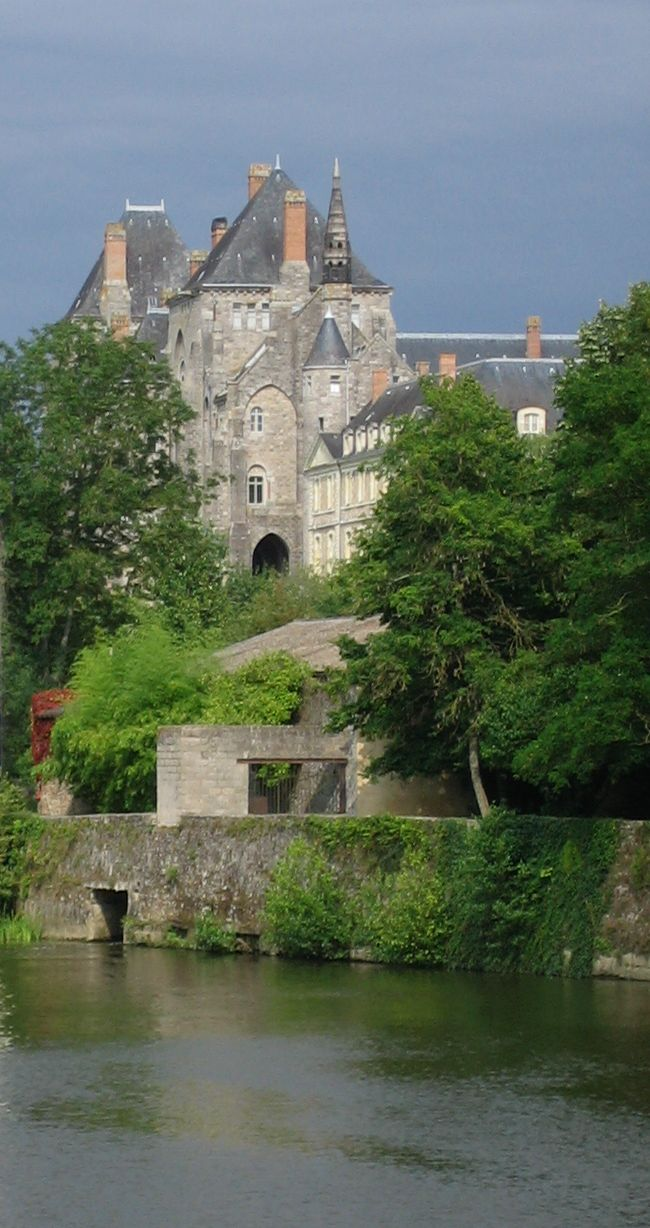
Солемское аббатство (вид с западной стороны)

Соле́мское аббатство (полностью — Солемское аббатство св. Петра, фр. Abbaye Saint-Pierre de Solesmes) — бенедиктинское аббатство во Франции. Расположено примерно в 250 км к юго-западу от Парижа и в 3 км от города Сабле́, на берегу реки Сарты.
Основанное в 1010 году, Солемское аббатство было закрыто во время Французской революции вместе с другими монастырями Франции. Благодаря усилиям Проспера Геранже оно одним из первых возобновило свою деятельность во Франции после революции, в 1833 году. В 1837 году Святой Престол утвердил Солемскую конгрегацию бенедиктинских монастырей, центром которой является Солемское аббатство и главой которой является аббат Солема. По данным на 2015 год конгрегация насчитывала 24 мужских и 8 женских монастырей в Европе, Африке, Северной Америке и Вест-Индии.
Со второй половины XIX века и особенно в XX веке Солемское аббатство — мировой центр исследований богослужебного пения католиков — григорианского хорала. Вышедшие из стен аббатства (в том числе, по поручению римских пап) факсимиле древнейших нотных рукописей распева (в серии Paléographie musicale), а также современные издания обиходных певческих книг (антифонариев, градуалов, гимнария и т. д.) получили всемирное распространение и приобрели статус образцовых публикаций этого типа. Издательство Солемского аббатства также публикует ежегодные журналы (в 1953-64 Revue grégorienne, с 1954 г. Études grégoriennes), богословские исследования, книги по католической литургике, дидактическую литературу. В разное время здесь служили и работали выдающиеся филологи-источниковеды, литургисты, музыковеды, среди которых Андре Моккеро (Mocquereau), Рене Эсбер (Hesbert), Эжен Кардин (Cardine) и Мишель Югло (Huglo).

## Избранные публикации
| год  | заголовок публикации | издатель                    |
| ---- | --- | --------------------------- |
| 1864 | Directorium Chori | Dom Paul Jausions           |
| 1883 | Liber Gradualis | Dom Joseph Pothier          |
| 1889 | Paléographie Musicale (т.1, кодекс St.Gallen 359)                                                                                    | Андре Моккеро               |
| 1893 | Монастырский процессионал (Processionale monasticum)                                                                                 | Изд-во Солемского аббатства |
| 1895 | Респонсории праздников первого класса, по монастырской традиции (Liber responsorialis pro festis I. classis… juxta ritum monasticum) | Изд-во Солемского аббатства |
| 1896 | Liber usualis (первое издание) | Андре Моккеро               |
| 1905 | Кириал (Kyriale) | Editio Vaticana             |
| 1908 | Градуал (Graduale) | Editio Vaticana             |
| 1912 | Антифонарий римский (Antiphonale Romanum)                                                                                            | Editio Vaticana             |
| 1934 | Антифонарий монастырский (Antiphonale monasticum)                                                                                    | Изд-во Солемского аббатства |
| 1954 | Études Grégoriennes (журнал) | Изд-во Солемского аббатства |
| 1957 | Римский градуал (Graduale Romanum), т.1                                                                                              | Изд-во Солемского аббатства |
| 1960 | Римский градуал (Graduale Romanum), т.2                                                                                              | Изд-во Солемского аббатства |
| 1962 | Римский градуал (Graduale Romanum), т.3                                                                                              | Изд-во Солемского аббатства |
| 1966 | Невмированный градуал (Graduel neumé)                                                                                                | Эжен Кардин                 |
| 1970 | Книга «Sémiologie grégorienne» | Эжен Кардин                 |
| 1974 | Римский градуал (Graduale Romanum)                                                                                                   | Изд-во Солемского аббатства |
| 1979 | Тройной градуал (Graduale triplex)                                                                                                   | Изд-во Солемского аббатства |
| 1983 | Гимнарий (Liber hymnarius) | Изд-во Солемского аббатства |
| 1985 | Тройной офферториал с версикулами (Offertoriale triplex cum versiculis)                                                              | Изд-во Солемского аббатства |
| 2017 | Nocturnale Solesmense | Изд-во Солемского аббатства |